# Franck Courchamp
Franck Courchamp est un chercheur français en écologie, né en 1969. Directeur de recherche au CNRS, il exerce au Laboratoire Écologie, Systématique & Évolution situé sur le campus de l'université Paris-Sud à Orsay maintenant Université Paris Saclay, où il est spécialiste de dynamique des populations et de biologie de la conservation.  

## Parcours
Titulaire d’un Doctorat de Biométrie de l’Université Lyon 1, il a ensuite travaillé à l’Université de Californie à San Diego aux États-Unis puis à l’Université de Cambridge en Angleterre, avant d’être classé au concours de chercheur du CNRS, en 2000. Il est Professeur Invité à l’Université de Californie à Los Angeles aux États-Unis en 2014-2015. En 2025, Franck Courchamp est professeur invité au collège de France sur la chaire annuelle Biodiversité et écosystèmes,.
Auteur de trois livres et de plus de 180 études scientifiques publiées, il a été le superviseur de plus de 100 étudiants de différents niveaux[Information douteuse][réf. nécessaire], il est également très actif en communication et vulgarisation scientifique, en particulier en association avec des artistes.

## Travaux
Ses travaux de recherche portent ou ont porté sur :
- L'épidémiologie du SIDA chez le chat (sujet de thèse[7])
- L'effet Allee
- Conservation et invasions biologiques
- Impact du changement climatique sur la dynamique des espèces
- La surexploitation des espèces rares
- Les espèces charismatiques en conservation.

## Vulgarisation

### Ouvrages
- L’Écologie pour les Nuls (manuel, 2009).

### Bande dessinée
- La Guerre des fourmis (bande dessinée sur les fourmis invasives en collaboration avec l'illustrateur Mathieu Ughetti, et publié gratuitement en ligne en 2018 sur le site The Conversation[8]). version papier aux éditions Équateurs.

### Films
- Planète Corps (documentaire, 2015). Réalisation Pierre Gaudry. Prix du Dragon d'Argent (International Conference of Science & Education Producers, Shenzhen, Chine), 1er Prix du Documentaire International (Video Festival Imperia, Imperia, Italie), Prix Spécial du Jury (International Wlodzimierz Puchalski Nature Film Festival, Lodz, Pologne), Prix du Film Scientifique (Japan Wildlife Film Festival, Tokyo, Japon), Prix Spécial du Jury, catégorie "Man and Nature" (International Matsalu Nature Film Festival, Lihula, Estonie), Grand Prix (International Film Festival of Science & Educational Films "World of Knowledge", St. Petersburg, Russie), Grand Prix (Ekotopfilm-Envirofilm, Bratislava, Slovaquie), Prix de la Catégorie Nature & Sciences Naturelles (Ekotopfilm-Envirofilm, Prague, République Tchèque), Fête de la science/ Science en vues (Paris).
- Une espèce à part (mini-série, 2019, « Insignificant » en VA) : minisérie de 10 épisodes réalisée par Franck Courchamp et Clément Morin, produite par Lumento et DuckFactory et distribuée par Arte, disponible gratuitement en ligne sur Youtube[9].
- Legacy, notre héritage de Yann Arthus-Bertrand (2021) : co-écriture.

## Récompenses et distinctions
- Médaille d'argent du CNRS (2011)[10]
- Membre de l’Académie européenne des Sciences (2014-présent)
- Highly Cited Scientist (0.1% des scientifiques les plus cités de leur domaine – Web of Science) (2020)
- Chevalier de l'ordre national du Mérite (2021)
- Grand Prix SFE2 (2023)  Les invasions biologiques, la menace oubliée
- Distingué comme le scientifique le plus éminent au monde dans le domaine des Sciences des invasions, selon le classement 2024 "Highly Ranked Scholars" de ScholarGPS (avril 2025)[11].